# Undercover Slut
Undercover Slut, également connu sous l'acronyme UCS, aussi stylisé VNDERCOVER SLVT, est un groupe de shock rock et metal industriel français, originaire de Paris. Il est formé le 30 octobre 1995 par 'O', chanteur et leader du groupe. Souvent associé au metal industriel (Marilyn Manson en particulier) en raison de ses premiers enregistrements utilisant boîtes à rythmes et nombreux samples, le groupe propose actuellement une musique qui se situe en réalité entre l'agressivité du punk rock et la noirceur du death rock, le tout teinté d'une forte imagerie glam (maquillage kabuki à la KISS entre autres).
'O' est le leader du groupe ; il s'occupe de la « propagande », indique les directions à suivre dans la musique, et écrit tous les textes. Très impliqué dans la lutte contre la cruauté envers les animaux, le groupe fait également preuve de multiples provocations afin de faire réagir son public: photographies de membres du Ku Klux Klan et d'officiers communistes sur leurs différents visuels, ainsi que des discours d'Aleister Crowley, d'Adolf Hitler et de Jim Jones samplés dans certaines des chansons.
Depuis sa création, Undercover Slut bénéficie d'une presse élogieuse dans de nombreux magazines nationaux et internationaux renommés (Metal Hammer, Kerrang! et Bizarre en Grande-Bretagne, Burrn! au Japon, Rock & Folk, Rock One, Rock Mag en France...), de plusieurs placements sur les CD-samplers de Elegy, Hard N'Heavy, Rock Hard, Rock One, Rock Sound, ou encore de posters dans Hard N'Heavy.

## Biographie

### Débuts etCommunism is Fascism(2003–2006)
La carrière d'Undercover Slut prend véritablement de l'ampleur en 2003, lorsque le groupe effectue sa première tournée aux États-Unis (Make Friends the Hollywood Way: Fuck 'Em Amerikkka Tour 2003) et s'est produit notamment au Hard Rock Cafe de Beverly Hills et au Cat Club à West Hollywood (propriété de Slim Jim Phantom, batteur de  The Stray Cats). Cette même année, Undercover Slut se retrouve aux côtés notamment de Antiseen, Rebel Rebel, Texas Terri et The Stiff Ones dans le livre Gigs from Hell du journaliste américain Sleazegrinder, publié par Headpress/Critical Vision en Grande-Bretagne et aux États-Unis.
En 2004, Undercover Slut donne un concert au Nouveau Casino à Paris, puis part aux États-Unis et joue pour la première fois à New York lors de sa seconde tournée américaine baptisée Comfort the Disturbed, Disturb the Comfortable. Le groupe se produit à cette occasion au Bar Sinister de Los Angeles, lors d'un show organisé par Vicky Hamilton, ancienne manager des Guns N' Roses et de Poison, show entièrement enregistré live. Undercover Slut ouvre sa page officielle MySpace le 27 septembre 2004, et sort son premier véritable album Communism is Fascism, le 24 décembre 2004, sous deux formats, le premier dans un boîtier DVD en tirage limité à 1 000 exemplaires numérotés et signés par les quatre membres du groupe, et le second en format CD classique. Pour cette occasion, la CD release party de cet album est tenue au Black Dog à Paris en présence des membres d'Undercover Slut.
En février 2005, Undercover Slut joue pour la première fois à La Scène Bastille à Paris, avec pour invités, Rebel Rebel, venus de Los Angeles pour cet évènement. Le 27 mars 2005, 'O' est l'invité de Marc-Olivier Fogiel pour l'émission On ne peut pas plaire à tout le monde, diffusée en direct sur France 3, pour répondre à la polémique engendrée par l'un des feuillets du livret de l'album Communism is Fascism relatif à la campagne de l'association People for the Ethical Treatment of Animals (PETA) To Animals, All People are Nazis. Undercover Slut embarque en août 2005 pour une troisième tournée américaine intitulée Cash from Chaos - Amerikkka Tour 2005 qui est passée par New York, Las Vegas, Downey et Los Angeles. Le 11 septembre 2005 sort le CD-single Drama-Sick Democra-Sin sur le label Free-Will. Undercover Slut revient entretemps en Europe pour jouer en tête d'affiche à guichet fermé à La Boule Noire à Paris, en octobre, puis en novembre au club The Underworld à Londres. En 2006, deux pages sont consacrées à Undercover Slut dans l'ouvrage Carnets noirs - musiques, attitudes, cultures gothiques, électroniques et industrielles - Acte II - La scène francophone publié par e/dite pour la Collection K-Inite.
Le 4 mars 2006, Undercover Slut est programmé à La Locomotive à Paris en ouverture d'Adler's Appetite (groupe de Steven Adler, ex-batteur de Guns N' Roses), mais ce show est annulé à la suite d'une surdose de Steven Adler, survenue quelques jours avant cette date parisienne. Undercover Slut donne de nouveau un concert en tête d'affiche à La Scène Bastille en juillet 2006, à Paris, contre la pédophilie, tourne pour la quatrième fois aux États-Unis, avec notamment deux shows consécutifs au Pussycat Lounge à New York, puis à Los Angeles et San Diego. L'année 2006 se termine par une date en tête d'affiche l'avant veille de Noël au Camden Rock Café à Londres.

### Amerikkka Macht Frei(2007–2010)
En mars 2007, Undercover Slut est en dédicace au 27e Salon du livre à Paris - Porte de Versailles. Niveau shows, Undercover Slut était le 1er mai 2007 à l'affiche à La Locomotive à Paris, aux côtés du groupe américain de shock rock Wednesday 13, puis le 11 mai 2007 au Triptyque toujours à Paris et en tête d'affiche d'un Rock and Roll Friday, organisé par Philippe Manœuvre, rédacteur en chef de Rock & Folk.
Après une cinquième tournée aux États-Unis, baptisée White Whore Supremacy - Amerikkka Tour 2K7 débutée en août 2007, qui s'est terminée par un show le 31 août 2007 au mythique club Whisky A Go Go de Los Angeles, Undercover Slut commence en septembre 2007 la pré-production de son deuxième album, Amerikkka Macht Frei, au Next Level Studio (Los Angeles) avec Stevo Bruno (producteur de Brides of Destruction, Jane's Addiction, Mötley Crüe), puis au Chop Shop (Los Angeles), studio de Scott Humphrey (producteur de Rob Zombie, Mötley Crüe, Methods of Mayhem, Tommy Lee, Green Day, Goo Goo Dolls),.  Au total, treize nouveaux titres (dont une reprise de The Cure, Killing an Arab) enregistrés et mixés par Chris Baseford (Rob Zombie, Tommy Lee, John 5, Lynyrd Skynyrd, Genitorturers, Monster Magnet), assisté par Will Thompson (Rob Zombie). À noter la participation sur cet album du fils de Charles Manson, Matthew Roberts en duo avec 'O' sur Jesus Kills! Coroner Saves!; celle d'Eric Griffin (Synical, Murderdolls, Wednesday 13, Faster Pussycat, Genitorturers) sur Kastration Kar Krashes et celle de Teddy Heavens (Rebel Rebel, Los Angeles Death Dolls) sur Dali Was a Junkie. En septembre 2007, Undercover Slut joue au club King King Hollywood, à Los Angeles, en compagnie de Synical. À noter la présence dans le public des acteurs américains Jack Black et Peter Greene et de Robin Finck (guitariste de Guns N' Roses, ex-Nine Inch Nails). En décembre 2007, une pleine page couleur est consacrée à Undercover Slut dans le livre Le rock gothique, écrit par Christian Eudeline (journaliste pour Rolling Stone, VSD), paru aux éditions Fetjaine.
Au printemps 2008, Hollywood noir, un maxi-vinyle collector de trois titres enregistrés au Chop Shop est publié via Diess Prod. Le vendredi 13 juin 2008, Undercover Slut est choisi par Philippe Manœuvre pour assurer la première partie de The Damned au Gibus club à Paris. En août 2008, la sixième tournée américaine baptisée Kkkalifornia Macht Frei s'achève au Viper Room, célèbre club du Sunset Strip ayant appartenu à Johnny Depp, show organisé par la célèbre VJ, Metal Sanaz. Le 12 septembre 2008, le groupe donne un show en tête d'affiche au Club Antichrist à Londres devant plus de 1 200 personnes. Le 29 novembre 2008, Undercover Slut fait la première partie du groupe japonais Dio - Distraught Overlord au Trabendo à Paris, pour un concert à guichet fermé.
Amerikkka Macht Frei est publié le lundi 8 décembre 2008 au label Offensive Records (référencé OR 999) en format CD 12 titres avec, pour bonus vidéo, la version non censurée de Shadow Song, filmée par Dean Karr (photographe/vidéaste, responsable des vidéos Sweet Dreams de Marilyn Manson, et The Price of Reality de Amen), également auteur de la pochette d'Amerikkka Macht Frei, célèbre pour d'autres pochettes d'albums telles que Antichrist Superstar (Marilyn Manson), Slipknot (Slipknot), Amen et We Have Come for Your Parents (Amen). La Fnac, lors de sa campagne « Agitateur de curiosité » présente à sa clientèle ce nouveau disque d'Undercover Slut comme étant « L'album le plus sulfureux du groupe le plus controversé de ce début de siècle » (mention apposée sur toutes les PLV Undercover Slut pour l'ensemble du réseau Fnac). L'album est très bien accueilli par la presse spécialisée. En 2009, Undercover Slut donne plusieurs shows en France : le 2 mai 2009 à Paris en tête d'affiche à La Locomotive, concert lors duquel Teddy Heavens (Rebel Rebel, Los Angeles Death Dolls) est monté sur scène en tant que second guitariste sur Dali Was a Junkie et Shout at the Devil (Mötley Crüe); le 23 mai 2009 en co-tête d'affiche du J-Music Fest II à Lyon ; et le 31 octobre 2009 en tête d'affiche du GoreNight Fest 2009 à Dunkerque.
À l'occasion de la réédition de Amerikkka Macht Frei en février 2010 sous format digipack, Undercover Slut est en couverture de Metal Obs #39 (magazine distribué dans la totalité du réseau Fnac), titrant cette interview avec 'O', Undercover Slut, délicieusement irrévérencieux.... Le 11 septembre 2010, le groupe donne un concert de charité au Slimelight à Londres en faveur de la Sophie Lancaster Foundation.  Le 13 décembre 2010, O ouvre pour le rappeur new-yorkais Necro à La Bellevilloise à Paris, lors de son premier show en tant que Romeo Gestapo aux côtés du groupe d'horror hip-hop, Remi Domost.

### Haters Gonna HATE(depuis 2011)
Le 29 janvier 2011, Undercover Slut ouvre pour Murderdolls (groupe de Joey Jordison, batteur de Slipknot) à l'Élysée Montmartre à Paris devant près de 1 500 spectateurs. À cette occasion, le nouveau line-up baptisé The Jet Black Mafia est dévoilé au public.  Le 19 février 2011, Undercover Slut est programmé en tête d'affiche du Imbolc Breizh Metal Fest 2011 en plein cœur de la forêt de Brocéliance. 'O' apparaît dans le clip vidéo Live à Brocéliande du duo glam rap féminin, Orties Plus putes que toutes les putes, filmé lors de ce festival. Au printemps 2011 sort en vinyle 12-titres sur Gran Bandytizm Records, l'album dark hip-hop intitulé Portrait of a Cycko Weirdo d'Andre, sur lequel figure le premier titre de Romeo Gestapo en collaboration avec AndyBandy: Dizzy Like Zyklon B. Le 28 mai 2011, Undercover Slut était en tête d'affiche d'une soirée Deathrock au Bateau Concorde Atlantique à Paris. Le 20 juin 2011 est sortie Kinryu-No-Mai, une compilation CD pour venir en aide aux victimes du tsunami au Japon, dans laquelle figure le titre Shadow Song. Le 7 août 2011, durant les émeutes en Angleterre, Undercover Slut était en tête d'affiche au club Nambucca à Londres.
Depuis février 2012, le titre Shadow Song est largement diffusé sur les ondes de La Grosse Radio. Le 15 novembre 2012, Undercover Slut a ouvert pour Wednesday 13 à La Boule Noire à Paris. Le 11 février 2013, Undercover Slut a ouvert pour The 69 Eyes au Nouveau Casino à Paris. Le 9 avril 2013, Mike Watt (The Stooges, The Minutemen) a diffusé un premix de la chanson Laughing Like Hyenas sur son podcast The Watt From Pedro Show.
Le 16 avril 2016, à l'occasion du Record Store Day, le label Offensive Records (propre label du groupe), a sorti un CD 6-titres intitulé Inside That Cult That Loves Terror. Undercover Slut, rebaptisé UCS a sorti le 1er janvier 2020 "Haters Gonna Hate the new UCS" via Offensive Records en streaming sur Spotify, Deezer, Napster, Tidal, iTunes, Apple Music & Amazon Music. Un nouvel album de 10 titres est en cours d'enregistrement depuis décembre 2020. A cet effet 3 nouveaux titres ont été présentés le 10 décembre 2022 lors d'un showcase au Walrus de Paris.

## Membres
- 'O' - chant

## Discographie

### Albums studio
- 2004 : Communism is Fascism (Hateful Society Production Album 15-titres)
- 2008 : Amerikkka Macht Frei (Offensive Records Album 12-titres)
- 2020 : Haters Gonna HATE the new UCS (Offensive Records Album 10-titres)

### EP
- 1995 : Foreplay... (Cassette 4-titres)
- 1998 : Lipstikk Whore #666 (Cassette 5-titres)
- 1999 : Undercover Slut (Cassette 4-titres)
- 2000 : Sadistic Sampler (CD 9-titres)
- 2002 : Naziconographick: Terrorism Tracks For Nihilistic Numbers (CD 7-titres)
- 2003 : Our Legalize Suicide Sessions (CD 3-titres)
- 2005 : Drama-Sick Democra-Sin
- 2006 : The Van Gogh Disease (CD 6-titres)
- 2006 : The White Whore Era EP (CD 6-titres)
- 2008 : Hollywood Noir (Vinyl LP 3-titres)
- 2014 : VICE (CD 3-titres)
- 2016 : Thirty Minutes Kills (CD 7-titres)
- 2016 : Inside That Cult that Loves Terror (digipack CD 6-titres)
- 2018 : The NKF Sessions (CD 3-Titres)

### Singles
- 1996 : Addicted, Obsessed and Possessed (Cassette 2-titres)
- 2002 : Evil Star Virus (CD 1-titre)
- 2015 : Chloroform Nation (Digipak CD 1-titre, single sur iTunes)
- 2017 : Only Sick Music Makes Money Today (Vinyl 2-titres)
- 2019 : Black Phillip (Digisleeve CD 1-titre)
- 2024 : Chaos! (File, MP3, Single, VBR)

### Demos
- 2000 : Lipstikk Whore N°666 (CD 12-titres, Japon)
- 2004 : Fuck that Celebrity Trash and Your Ghetto Cunt Drama (CD 7-titres)

### Split CD
- 2006 : Rebel Slut (split CD six titres Rebel Rebel / Undercover Slut)

### Compilations
- 1996 : It's Only Indie Rock N' Roll But I Like It!!! - Compilation 2
- 1998 : Lipstikk Killerz - Vol. 1 (France)
- 1998 : The Pink and the Black - A Goth and Glam Collection (États-Unis)
- 2002 : An Hour With Bubblegum Slut (Royaume-Uni)
- 2005 : Lost Anarchy - Volume 1: Buy or Die! (États-Unis)
- 2006 : Lost Anarchy - Volume #2: Mojo World Disorder (États-Unis)
- 2007 : Riot on Sunset - Vol. 1 - Soundtrack to the Underground (États-Unis)
- 2010 : Generation Dead - A Compilation from the Dark Side Of Music (Australie)
- 2011 : Kinryu-No-Mai - Tribute and Support to Japan (Japon)

### Samplers
- 2002 : Evil Star Virus (sur RAGE Special en France)
- 2002 : Evil Star Virus (sur Elegy Sampler 22 en France)
- 2002 : Evil Star Virus (sur Bubblegum Goth Slut en France)
- 2003 : Ecstasia in our Enema (sur RAGE N°9 en France)
- 2004 : Darling Darling (sur Rock Sound Volume 82 en France)
- 2004 : narcOtics/cOsmetics (sur Rock Hard N°40 en France)
- 2004 : Darling Darling (demo) (sur Rock Hard N°31 en France)
- 2005 : JimJonesWasNotSoFUCKINGWrong (sur Rock One Vol. 15 en France)
- 2005 : narcOtics/cOsmetics (sur Rock One Vol. 7 en France)
- 2005 : narcOtics/cOsmetics (vidéo) (sur Hard N'Heavy Blaster #72 en France)
- 2005 : Legalize Suicide (vidéo) (sur Rock Sound Volume 94 en France)
- 2006 : A Good Politician is a Dead Politician (sur Rock One Vol. 27 en France)
- 2008 : Shadow Song (sur Rock One Vol. 44 en France)
- 2010 : Creature Feature (sur Devolution Magazine Issue 25 en Royaume-Uni)

## Videographie

### DVD
- 2005 : Cash from Chaos - Amerikkka Tour 2005
- 2007 : Live at the Whisky A Go-Go

### Vidéo
- Humiliation (1998, réalisé par Franck Védrines)
- Evil Star Virus (2002, réalisé par Franck Védrines)
- Darling Darling (2003, réalisé par Franck Védrines)
- Legalize Suicide (2004, réalisé par Franck Védrines)
- narcOtics/cOsmetics (2004, réalisé par Franck Védrines)
- Shadow Song (2008, réalisé par Dean Karr)